# Ванні Сартіні
Ванні Сартіні (італ. Vanni Sartini, нар. 14 листопада 1976, Флоренція) — італійський футбольний тренер. З 2021 року він є головним тренером канадського клубу, який грає в МЛС, «Ванкувер Вайткепс».

## Тренерська діяльність
Ванні Сартіні народився у Флоренції, та грав у футбол на позиції воротаря лише в аматорських клубах. Пізніше Сартіні розпочав тренерську діяльність, і в 2008—2011 роках працював головним тренером нижчолігового італійського клубу «Меццана», а в 2011—2012 роках головним тренером нижчолігового італійського клубу «Луко ді Муджелло». У 2012—2014 роках Сартіні працював технічним директором у клубі «Ліворно», а в 214—2015 роках працював технічним директором клубу «Барі».
У 2019 році Ванні Сартіні став асистентом головного тренера канадського клубу МЛС «Ванкувер Вайткепс» Марка Дос Сантоса. 27 серпня 2021 року Сартіні після відставки Дос Сантоса став виконуючим обов'язки головного тренера ванкуверського клубу. 30 листопада 2021 року італійський тренер став офіційно затвердженим головним тренером «Ванкувер Вайткепс». За час перебування Сартіні на посаді головного тренера ванкуверський клуб тричі, в 2022, 2023 і 2024 роках, перемагав у чемпіонаті Канади.